# Acroneuria yuchi
Acroneuria yuchi är en bäcksländeart som beskrevs av Bill P.Stark och Boris C. Kondratieff 2004. Acroneuria yuchi ingår i släktet Acroneuria och familjen jättebäcksländor. Inga underarter finns listade i Catalogue of Life.